# Masato Furukawa
Masato Furukawa (古川 雅人 Furukawa Masato?), född 23 september 1995 i Saga prefektur, är en japansk fotbollsspelare.
Furukawa började sin karriär 2018 i SC Sagamihara.